# 召命
召命（しょうめい、ラテン語: vocatio）とは、聖書の中に多用されている、神の恵みによって神に呼び出されること。

## 概要
今日のローマ・カトリック教会では、狭義と広義の召命が存在する。狭義では、主に神によって呼ばれて神に献身し、司祭、助祭、修道士・修道女（伝道者、宣教師、修道会の在俗会員も含む）などの教会の聖職者・修道者としての使命を与えられすることを意味する。召命後は教区（在俗）か修道会に所属する。広義では、全カトリック信徒は聖職者や修道者にならなくても、洗礼と堅信によって主キリストから教会に託された使命である「使徒職」にあずかっているとされ、召命を受けているとする。そのことから、一般信徒は全員が信徒使徒職に就いており、社会の中に福音を広めることが求められている。なお、聖職者以外の信徒である修道者や一般信徒は聖体奉仕者（特別聖体奉仕者）、祭壇奉仕者（集会祭儀司式者）、病者訪問奉仕者などの信徒奉仕職（自発教令「ミニステリア・クエダム」によって1973年に廃止された聖職位階に相当）に就くことができ、これについても召命と言うが、広義の召命の延長線とされる。
今日のプロテスタント教会で、主に神によって呼ばれて神に献身し、伝道者、牧師、宣教師などの教会の奉仕者としての使命を与えられすることを意味する(calling)。宗教改革以降のプロテスタントの理解で、聖職以外の、一般の職業に、神の導きのうちに天職としてつくこと(vocation)。

## 聖書における召命
- 旧約聖書において重要な召命は、イスラエルの召命である。イスラエルはエジプトから呼び出されたものであり、主の名で呼ばれる存在、主の所有の民である。このイスラエルの召命は、主との契約関係である。
- 旧約聖書の人物、アブラハム、モーセ、サムエル、エレミヤ、イザヤにも召命の出来事がある。
- 新約聖書での召命はイエス・キリストにおける召命である。
- 新約聖書において、召された民の使命と課題との関係で、使徒職などの特別な職務への召命がある。

## キリスト教の教理における召命
- 教理的な点では、召命とは救済論の救いの秩序の第一に位置する神の救いの働きである。この召命は、外的召命（普遍的召命）と内的召命（有効召命）の二つに区分される。
- 外的召命は、時代や民族や階級などに限定されないで、差別なしにすべての人に対して神のことばの宣教による福音の普遍的一般的提供を意味する。
- 内的召命とは、外的召命が聖霊の働きによって救いにいたるように有効にされることを意味している。新約聖書の召命はほとんどが、内的召命と関係している。
- クリスチャンの召命として次の例が挙げられる。元牧師の八巻正治は知的障害を有する義弟を養育するにあたり「両親、特に妻の母親はこれからの私たちの苦労を予想して、ためらいの言葉を幾どとなく発しました。しかし私に迷いはありませんでした。なぜならそれは神様からの召命だったからです。」[2]とクリスチャンとして毅然と述べている。

## 倫理的な観点からの召命
- 倫理的な観点から召命は、職業倫理と関係がある。中世ヨーロッパにおいては、職業は聖と俗に二元的に区別され、聖職者のみが、召命（vocatio）とされた。
- ルターのような宗教改革者たちは、職業における聖俗の区別を否定して、すべての職業に召命ということばを用いた。
- 宗教改革者たちはコリント人への手紙第一7章20節にある、ギリシャ語の「クレーシス(召命)」を、「職業」と同一視した。